# Rhynchobapta bilineata
Rhynchobapta bilineata är en fjärilsart som beskrevs av John Henry Leech 1891. Rhynchobapta bilineata ingår i släktet Rhynchobapta och familjen mätare. Inga underarter finns listade.